# Нормальное число
Нормальное число (нормальное число порядка {\displaystyle n}) — всякое действительное число, в записи которого в заданной {\displaystyle n}-ричной системе счисления произвольная группа из {\displaystyle k} последовательных цифр встречается с одной и той же асимптотической частотой, равной {\displaystyle n^{-k}} для каждого {\displaystyle k=1,2,\dots }.
Числа, нормальные при записи их по любому основанию {\displaystyle n}, называются абсолютно нормальными.
Любое рациональное число в записи по любому основанию ненормально. Это следует из того факта, что в записи рационального числа существует период. Например, 1/3 = 0,33333… не имеет в записи наперёд заданной последовательности цифр и потому не является нормальным. Отсюда следует, что нормальными числами могут являться только иррациональные числа.
Так как в записи нормального числа содержится любая наперёд заданная последовательность цифр, из этого следует, что начиная с некоторой цифровой позиции в записи любого нормального числа закодированы все созданные и пока не созданные литературные произведения, изображения, кинофильмы и др. Например, в десятичной записи числа {\displaystyle \pi } последовательность 0123456789 впервые начинается с 17 387 594 880-го знака после запятой. По состоянию на 2024 год неизвестно, является ли число {\displaystyle \pi } нормальным.

## История
Понятие нормального числа было введено Эмилем Борелем в 1909 году. Используя лемму Бореля — Кантелли он доказал, что мера Лебега ненормальных чисел равна 0. Таким образом, почти все действительные числа нормальны. С другой стороны, числа, в десятичной записи которых отсутствует цифра 0, ненормальны. Поэтому множество ненормальных чисел несчётное.
Чемпернаун (англ. D. G. Champernowne) доказал, что число, являющееся конкатенацией десятичных записей последовательных целых чисел — 0,1234567891011121314151617… (постоянная Чемпернауна), нормально по основанию 10. В то же время неизвестно, нормально ли это число по другим основаниям. Для аналогичного числа 0,(1)(10)(11)(100)(101)(110)(111)(1000)(1001)…, записанного в двоичной системе счисления, также доказано, что оно нормально по основанию 2.
В 2002 году установлено, что существует вычислимое абсолютно нормальное число.

## Открытые задачи
Неизвестно, являются ли числа {\displaystyle \pi } и {\displaystyle e} нормальными.
С одной стороны, неизвестно, верно ли, что любое иррациональное алгебраическое число нормально; с другой стороны, не известен ни один пример иррационального алгебраического числа, про которое доказано, что оно ненормально.